# Andrés de Urdaneta
Andrés de Urdaneta y Ceráin (Villafranca de Ordizia, posiblemente en 1508-Ciudad de México, 3 de junio de 1568) fue un militar, cosmógrafo, marino, explorador y religioso agustino español. Participó en las peligrosas expediciones de García Jofre de Loaísa y Miguel López de Legazpi, y alcanzó fama universal por descubrir y documentar la ruta a través del océano Pacífico desde Filipinas hasta Acapulco, conocida como Ruta de Urdaneta o tornaviaje.

## Biografía

### Juventud
Nació en la localidad guipuzcoana de Villafranca de Ordizia, siendo sus padres don Juan Ochoa de Urdaneta y doña Gracia de Ceráin, ambos de ilustre linaje. Juan de Urdaneta fue alcalde de Villafranca en 1511, y la madre debió tener relación familiar con el sector de las ferrerías, pues era pariente de Miguel López de Legazpi, y el propio  reconocía a Andrés de Mirandaola como sobrino suyo. Aunque la tradición sitúa su lugar natal en el caserío de Oyanguren, parece más lógico suponer que se hallaba en el casco de la villa; Lope Martínez de Isasti reseña en su Compendio Historial de Guipúzcoa (1625) la existencia de una «casa de Urdaneta».
Tuvo estudios, aunque se desconoce dónde, y destacó en las matemáticas, aparte del dominio del latín y la filosofía.

### La expedición de Loaísa
En 1525, junto a Juan Sebastián Elcano, formó parte de la expedición de García Jofre de Loaísa. Al fallecer Elcano, fue uno de los testigos que firmó su testamento. Tras la campaña de las Molucas, muertos Elcano y Loaisa (1526), regresó a España en 1536 al mando de la expedición en la única nao llegando a Lisboa, donde le fue incautada por el rey de Portugal la numerosa e importante información recabada en el periplo de una circunnavegación de once años. Ya en la corte de España, visitó al emperador y le entregó una memoria recuperada de su conocimiento sobre el viaje y acerca de esas ansiadas islas. De su estancia en las Molucas regresó con una hija que entregó a su hermano en adopción.
De España pasó a la Nueva España, de la mano de Pedro de Alvarado quien lo convirtió en un personaje importante de la provincia de Nueva España ya que quería incluirlo en nuevas expediciones a las Molucas y las Filipinas. A la muerte de este siguió contando en los proyectos con la confianza del virrey Luis de Velasco. Sorprendentemente y tras ostentar puestos políticos notables, en marzo de 1553 a sus 45 años, ingresó como fraile en la Orden de San Agustín en el convento de los agustinos de la capital mexicana regido por Agustín Gormaz, donde pasó los siguientes once años.

### El tornaviaje

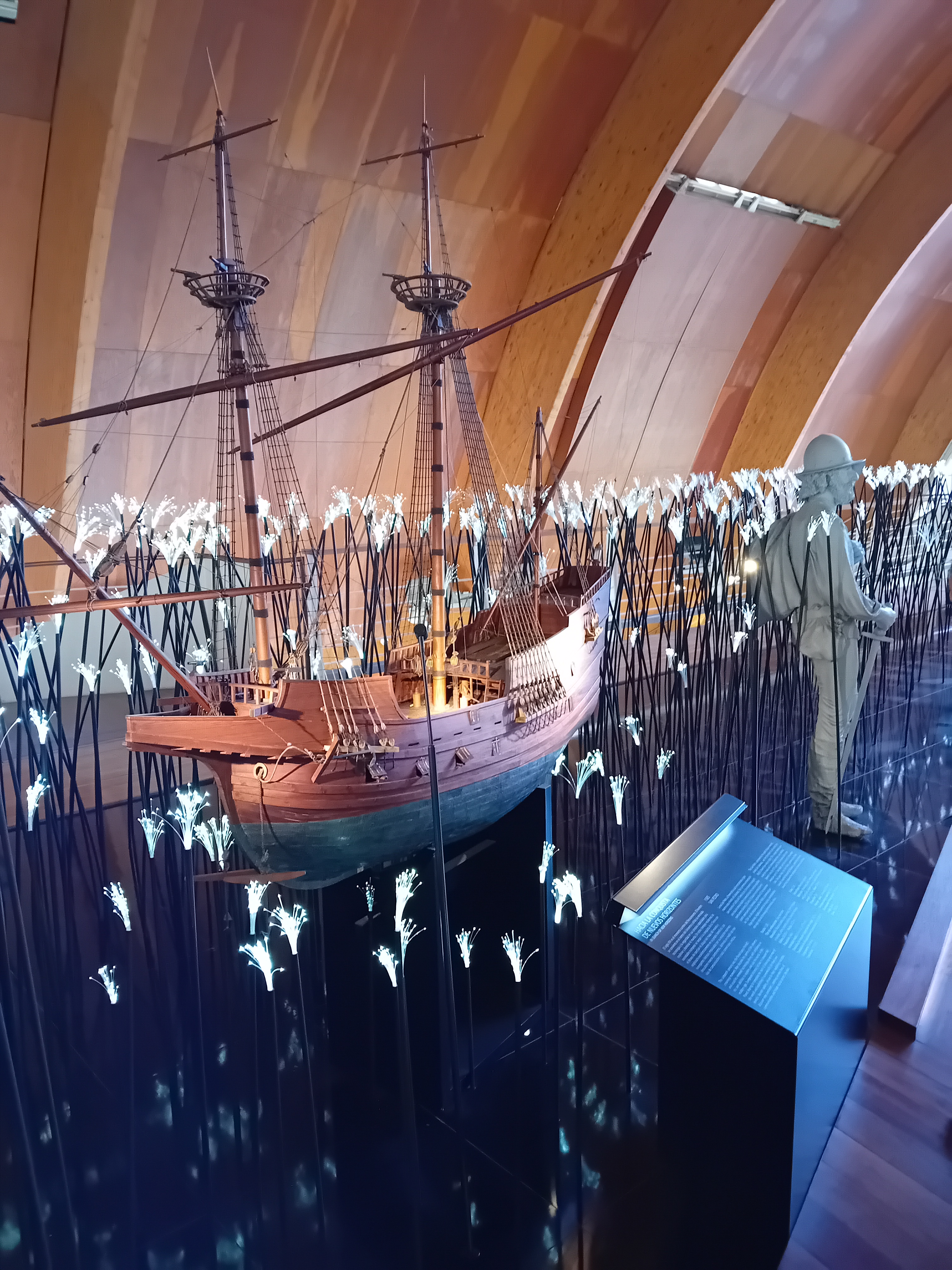
Maqueta del barco San Pedro. Pabellón de la Navegación de Sevilla.

#### Flota y tripulación
Los barcos de la flota se construyeron en Acapulco, Nueva España, y medían 28 metros de eslora.
La expedición estaba compuesta por la Capitana, donde iban Legazpi y Urdaneta, los galeones San Pablo y San Pedro y las gabarras San Juan y San Lucas.
Urdaneta seleccionó cuidadosamente a la tripulación para conseguir cohesión social y evitar motines. Incluyó un 33 % de guipuzcoanos elegidos en la Nueva España y que ya se conocían.
En un informe al virrey precisó que: 

es necesario incluir alimentos frescos para buscar la salud de la tripulación.

Seleccionó, entre otros, habichuelas, ananás y cocos, para evitar el escorbuto durante la larga duración del viaje.

#### Ruta de ida
La expedición zarpó, al mando de Legazpi, el 21 de noviembre de 1564 del puerto de La Navidad, en Nueva España (actualmente Barra de Navidad, Jalisco, México).
La ida a Filipinas se desarrolló en dos meses con los vientos alisios a favor siguiendo una ruta ya conocida.

#### Espera en Filipinas
En Filipinas permanecieron cuatro meses reparando los barcos y esperando el tiempo a favor para iniciar el regreso a primeros de junio.
La ruta de vuelta desde las Filipinas por el Oeste era estratégicamente muy importante, pues permitiría a la Nueva España el comercio con el Este de Asia sin navegar por aguas controladas por los portugueses en las Molucas, India y África. Urdaneta y otros pilotos conocían los intentos anteriores y continuaron el esfuerzo navegando hacia el norte buscando hallar una corriente favorable que los llevara nuevamente hasta América.

#### Ruta de vuelta otornaviaje

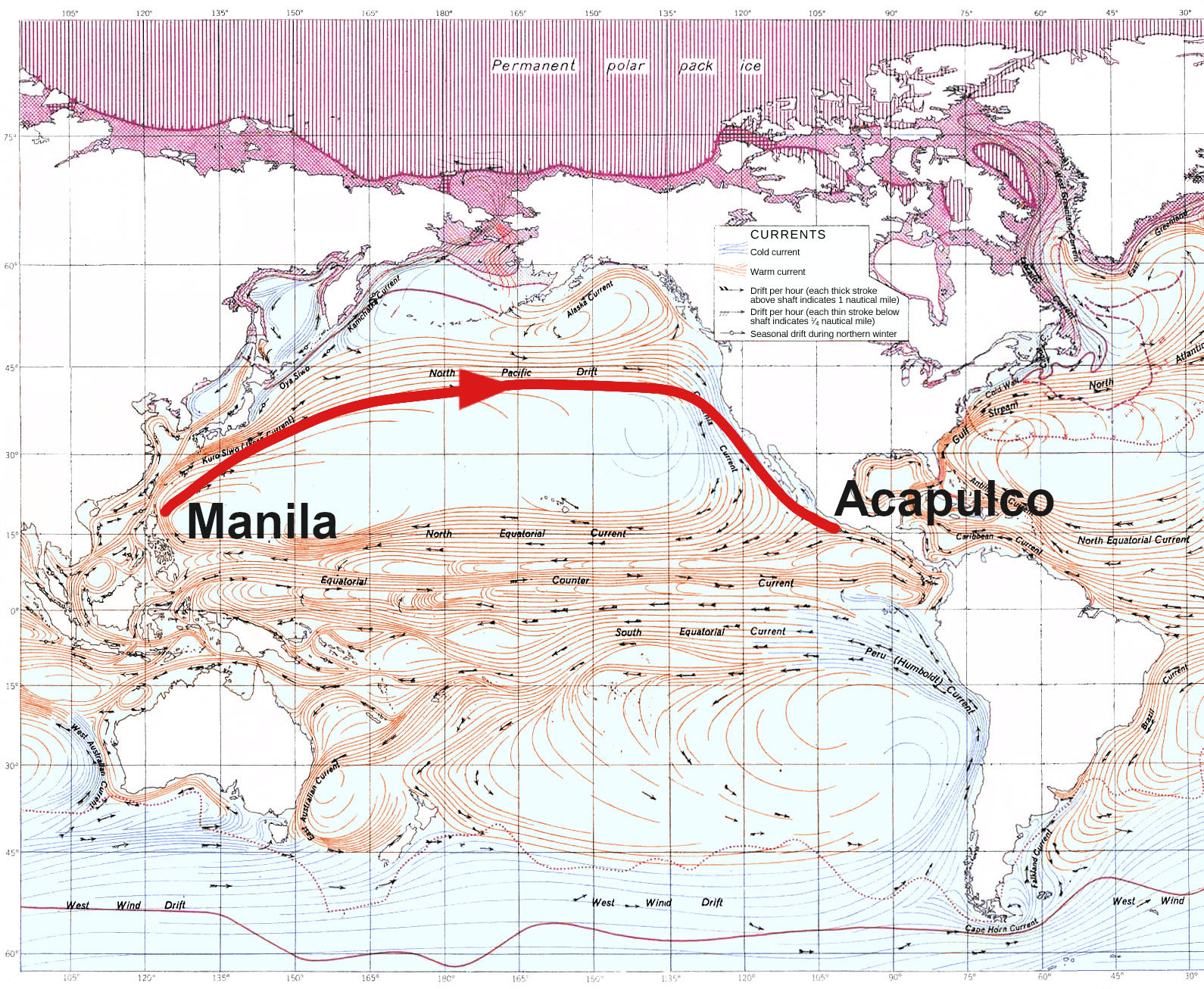
Ruta del tornaviaje de Filipinas a Acapulco, Nueva España

Para el regreso, Urdaneta zarpó de San Miguel, en Filipinas, el 1 de junio de 1565, y puso rumbo nordeste aprovechando el monzón del suroeste. Ascendió hasta el paralelo 40, donde encontró la corriente de Kuro Siwo, que les llevó por el océano Pacífico hasta el cabo Mendocino en California, siendo bautizado así dicho cabo por el propio Urdaneta en honor al virrey Antonio de Mendoza. Desde allí, costearon rumbo sur hasta Acapulco, Nueva España a donde llegó el 8 de octubre, tras haber recorrido 7644 millas náuticas (14 157 km) en 130 días, a una media de 59 millas náuticas (109 km) por día.
Al llegar, Urdaneta descubrió que un capitán de la expedición, Alonso de Arellano, que se había separado de la flota en el San Lucas, se había adelantado y desde las islas Filipinas había alcanzado primero la vuelta hasta el puerto de Navidad en agosto de 1565. Urdaneta se presentó ante la Real Audiencia y siguiendo los pasos de Arellano continuó el viaje hasta la corte del Rey, para informar del suceso.
Las crónicas agustinas han dado realce a la actuación de Fray Urdaneta y, debido a su larga experiencia empírica, se ha asociado su nombre con la ruta del tornaviaje.
Durante los siguientes 250 años las naves españolas emplearon esta ruta. En particular el galeón de Manila que recorría el trayecto Acapulco-Manila-Acapulco.
Hoy sigue siendo una de las principales rutas marítimas del mundo moderno.

### Fallecimiento
Tras informar personalmente al rey Felipe II de su descubrimiento, Andrés de Urdaneta regresa a la Nueva España a su convento donde fallece el 3 de junio de 1568 a los 60 años de edad. A pesar de su gran hazaña Urdaneta fue prácticamente olvidado quedando como uno de los descubridores más desconocidos de su tiempo. El convento sufrió un incendio posteriormente y el actual reconstruido se convirtió posteriormente en la Biblioteca Nacional de México. Los restos reposan probablemente bajo el claustro del convento.

## Legado
La evangelización de las Filipinas, que aún hoy continúa siendo el único país católico de Asia (si se exceptúa a Timor oriental), se originó gracias a Urdaneta y a los otros cuatro frailes agustinos que le acompañaron en la expedición de Legazpi, a los que les indicó que evangelizaran en el idioma nativo. Los fundadores del Instituto Geográfico Vasco (INGEBA) (Euskera: Euskal Geografi Elkargoa) escogieron su nombre para acompañar a la denominación de la entidad.
Gracias a los logros de Andrés de Urdaneta los padres agustinos fundaron un colegio a su nombre, ubicado en Lujua, Vizcaya.

## Obra

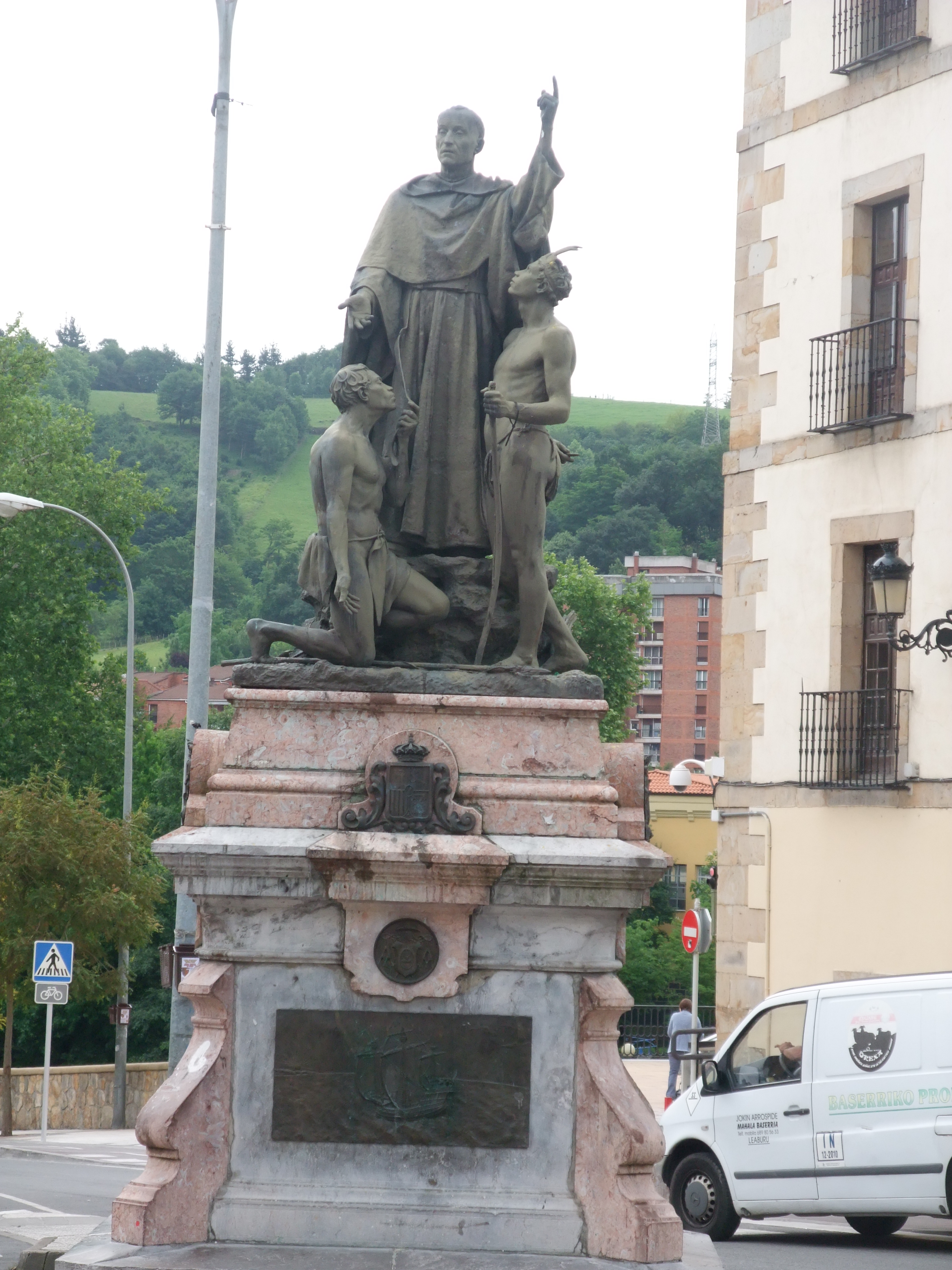
Monumento a Urdaneta en su Ordicia natal

En cuanto a las obras escritas por el Padre Urdaneta, se conocen:
- La Relación sumaria del viaje y sucesos del comendador Loaisa desde 24 de julio de 1525, entregada el 4 de septiembre de 1536 a don Macías del Poyo, en la ciudad de Valladolid.
- La Relación escrita y presentada al Emperador por Andrés de Urdaneta de los sucesos de la armada del comendador Loaisa, desde 24 de julio de 1525 hasta el año de 1535, entregada el 26 de febrero de 1537.
- El Derrotero de la navegación que había de hacer desde el puerto de Acapulco para las islas de poniente el armada que S. M. mandó aprestar para su descubrimiento en las costas del mar del Sur de Nueva-España, con la descripción de dicho puerto y el de Navidad, y las propiedades y ventajas de cada uno de ellos; y al fin una Memoria de lo que convenía proveerse para el apresto y buen éxito de esta expedición, que escribió al Rey en 1561.
- Por último, la demostración ante el Rey de su forma de ver el tema de las islas Filipinas, que obligó a Felipe II a concertar aquella reunión de expertos, de lo que existe una memoria documental que contiene todas aquellas opiniones y pareceres que se dieron: Ocho pareceres dados por este y otros cosmógrafos en 1566 y 1567, sobre si las islas Filipinas estaban comprendidas en el empeño que el emperador había hecho al rey de Portugal, y si las del Maluco y otras estaban en la demarcación de Castilla.

En cuanto a la definitoria situación de las islas Filipinas, dice así:

En uno de estos pareceres, que es de 8 de octubre 1566, dijo el P. Urdaneta que á su persuasión, el P. fray Martín de Rada, natural de Pamplona, sacerdote y teólogo, buen matemático, astrólogo, cosmógrafo y gran aritmético, llevó consigo en la armada del general Miguel López de Legazpi, desde Nueva-España á Filipinas un instrumento de mediana grandeza, para poder verificar la longitud que había desde el meridiano de Toledo hasta el de la tierra adonde llegase, y efectivamente lo verificó en el pueblo de Zubiú (que está en 10.º lat N.), hallando 216.º 15’ por las tablas Alfonsinas, y 215.º 15’ por Copérnico, de que deducidos 43.º 8’, restaban 172.º 7’, y resultaba por último que aun restaban 7.º 53’ hasta los 180.º que pertenecían á la corona de Castilla.